# Elgin National Watch Company
Elgin National Watch Company, známější jako Elgin Watch company, byl hlavní výrobce hodinek v USA od roku 1867 do svého uzavření v roce 1968. Prodával hodinky pod názvy Elgin, Lord Elgin a Lady Elgin.

## Počátky
Společnost byla nejprve zaregistrována v dubnu 1864 v Chicagu pod názvem National Watch Company. Jejími zakladateli byli Philo Carpenter, Howard Z. Culver, pozdější starosta Chicaga, Benjamin W. Raymond, George M. Wheeler, Thomas S. Dickerson, Edward H. Williams a W. Robbins. V září téhož roku navštívili zakladatelé Waltham Watch Company ve Walthamu v Massachusetts a úspěšně přesvědčili sedm tamních pracovníků, aby přišli pracovat do jejich nové továrny.
Jako místo pro továrnu vybrali mladé město Elgin, asi 50 km severozápadně od Chicaga. Součástí dohody byla žádost městu, aby za tímto účelem věnovalo 35 akrů (142,000 m²) půdy. Byla vybrána opuštěná farma, ale její majitelé odmítli majetek prodat, dokud město nevykoupí všech 71 akrů za 3,550 $ (což zhruba odpovídá hodnotě 50,000 $ v roce 2010). Čtyři elginští obchodníci souhlasili s koupí a poté darovali požadovaných 35 akrů nové hodinářské společnosti. Společnost se v dubnu 1865 reorganizovala a o rok později dokončila výstavbu továrny. První výrobek, hodinky velikosti 18 s celoplášťovým provedením, byly uvedeny na trh v roce 1867, pojmenovány B.W. Raymond na počest Benjamina W. Raymonda. V roce 1874 společnost oficiálně změnila název na Elgin National Watch Company a název Elgin se na jejích hodinkách stal obvyklým označením.

## Pozdní historie
Společnost v roce 1910 vybudovala observatoř Elgin National Watch Company Observatory k zabezpečení vědecky přesného času ve svých výrobcích. Vyráběla také samonatahovací strojky pro náramkové hodinky.
Během 2. světové války byla civilní produkce zastavena a společnost přešla na zbrojní výrobu, vyráběla vojenské hodinky, chronometry, rozbušky pro dělostřelecké granáty, výškoměry a jiné letecké přístroje a safírová ložiska pro mířidla kanónů.
V průběhu času bylo provozováno vícero přidružených výrobních závodů, většinou v Elginu. Další byly umístěny v Auroře v Illinois a v Lincolnu v Nebrasce. Původní zastaralá továrna v Elginu byla zavřena v roce 1964, poté, co produkovala přibližně polovinu z celkového množství kapesních hodinek vyrobených ve Spojených státech (bez zahrnutí tzv. hodinek za dolar). V témže roce společnost přesunula většinu výrobních operací do nové továrny poblíž Columbie v Jižní Karolíně, v městě Blaney, které se pak samo přejmenovalo na Elgin. Nájmy budov v Elginu, které poskytovaly přístřeší kancelářím stejně jako skladům plášťů a kování, oddělením přepravy, služeb a obchodu, byly udržovány přibližně do roku 1970.
Veškerá výroba ve Spojených státech však byla v roce 1968 ukončena, práva na známku „Elgin“ prodána a v průběhu let ještě několikrát změnila majitele. Nakonec je koupila společnost MZ Berger Inc., která nechává vyrábět své hodinky v Číně a distribuuje je mimo tradiční systém obchodních zastoupení. Hodinky se značkou Elgin vyrobené po roce 1968 nemají nic společného s Elgin Watch Company.

## Gallerie

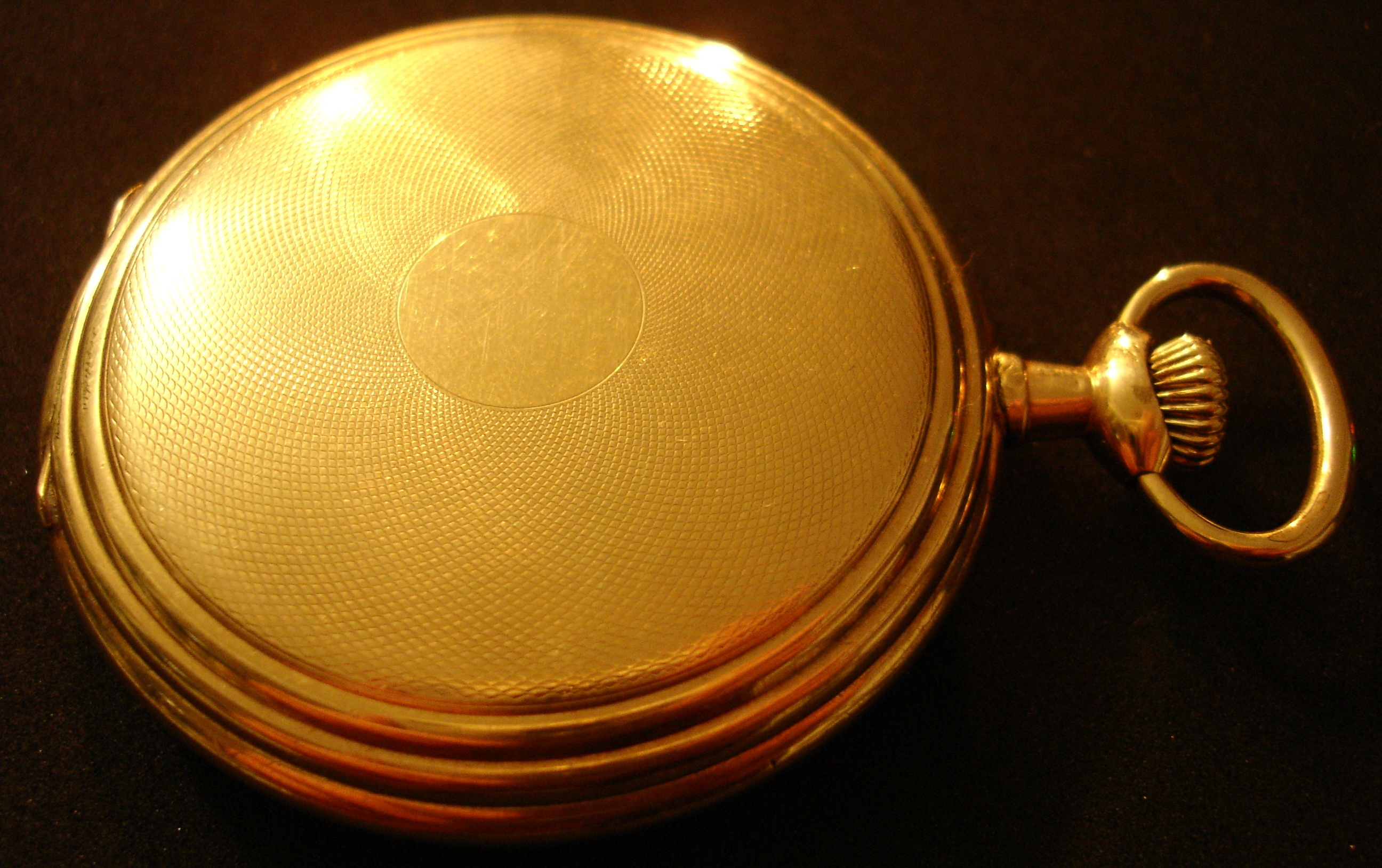
Přední část kapesních hodinek Elgin z roku 1911
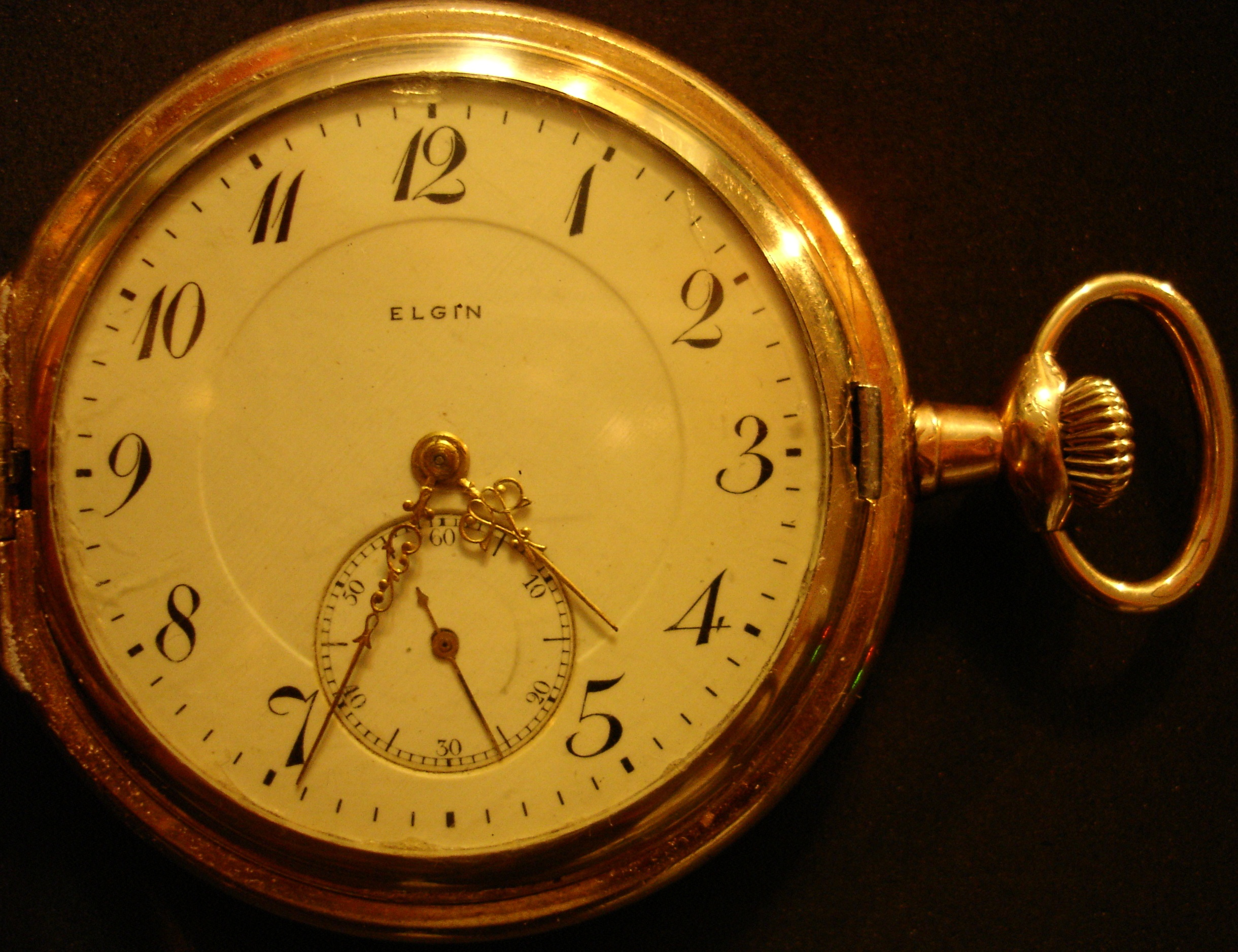
Kapesní hodinky s otevřeným krytem
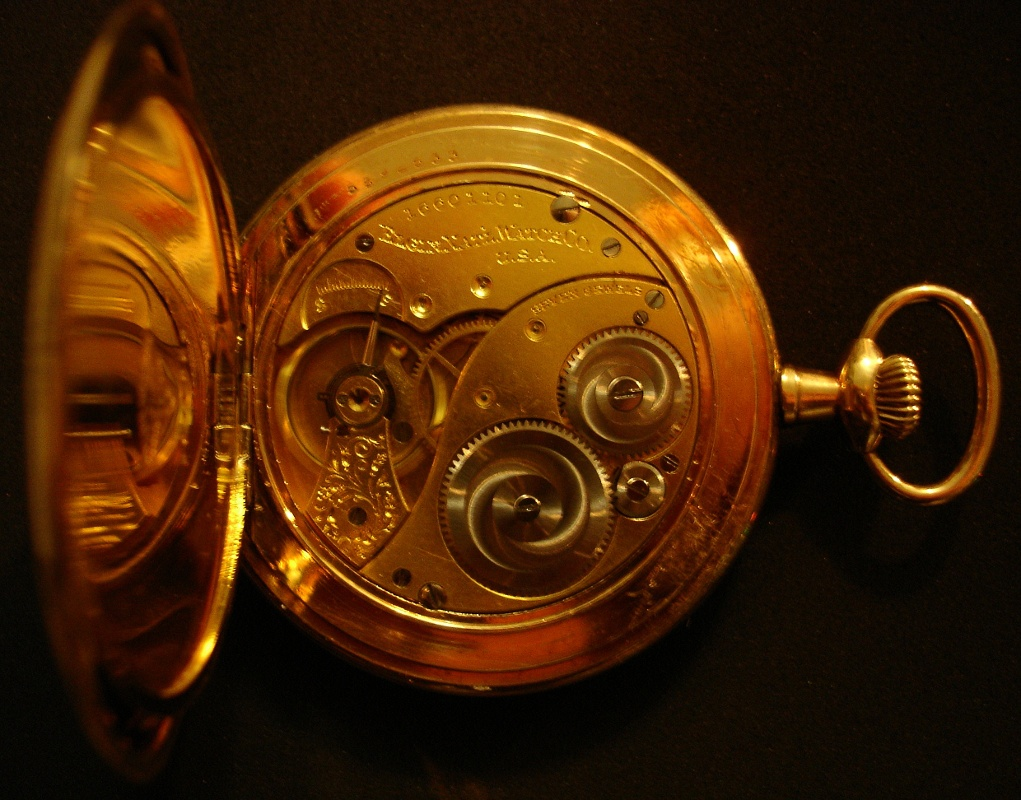
Hodinový strojek v zadní části kapesních hodinek

## Zajímavosti
- Baseballista Elgin Baylor, uvedený do Síně slávy NBA, byl pojmenován po Elgin National Watch Company.[1]
- Po Elginu Baylorovi byl pojmenován Elgin Baylor Lumpkin, který se později proslavil jako zpěvák Ginuwine
- Kresba anděla od Daniela Bearda na konci Yankee z Connecticutu na dvoře krále Artuše je založena na logu Elgin National Watch Company.
- Album Bloody Men od Steeleye Spana obsahuje skladbu zvanou „Lord Elgin,“ navenek normální milostnou píseň, ve skutečnosti je však o hodinkách Lord Elgin.
- Tato hodinářská společnost je zmíněna ve videohře L.A. Noire, která se odehrává v Los Angeles po 2. světové válce.
- R&B skupina The Temptations původně chtěla nosit jméno „The Elgins“ na počest této společnosti, hodinky Elgin byly považovány za významný symbol. Jiná, pozdější skupina pracující pro Motown zvaná The Elgins si toto jméno vybrala ze stejného důvodu.